# Taller in More Ways
Albums de Sugababes
Three Change
Taller In More Ways est le quatrième album du groupe pop Sugababes sortit en 2005 Le premier single "Push the Button" produit par Dallas Austin sera le plus gros succès du groupe avec 338 500 copies vendus. Le deuxième single "Ugly" sera le dernier single du groupe avec Mutya qui sera remplacée par Amelle Berrabah. Le groupe reformé sortira les singles Red Dress et Follow Me Home.

## Liste des titres
Taller In More Ways:
| #   | Title                 | Length |
| --- | --------------------- | ------ |
| 1.  | « Push the Button »   | 3:38   |
| 2.  | « Gotta Be You »      | 3:40   |
| 3.  | « Follow Me Home »    | 3:58   |
| 4.  | « Joy Division »      | 3:59   |
| 5.  | « Red Dress »         | 3:38   |
| 6.  | « Ugly »              | 3:51   |
| 7.  | « It Ain't Easy »     | 3:05   |
| 8.  | « Bruised »           | 3:04   |
| 9.  | « Obsession »         | 3:51   |
| 10. | « Ace Reject »        | 4:16   |
| 11. | « Better » [UK Bonus] | 3:45   |
| 12. | « 2 Hearts »          | 4:55   |

Taller In More Ways Re-Edition
| #   | Title                           | Length |
| --- | ------------------------------- | ------ |
| 1.  | « Push the Button »             | 3:38   |
| 2.  | « Gotta Be You » (Amelle Mix)   | 3:40   |
| 3.  | « Follow Me Home (Amelle Mix) » | 3:58   |
| 4.  | « Joy Division »                | 3:59   |
| 5.  | « Red Dress(Amelle Mix) »       | 3:38   |
| 6.  | « Ugly »                        | 3:51   |
| 7.  | « It Ain't Easy »               | 3:05   |
| 8.  | « Bruised »                     | 3:04   |
| 9.  | « Obsession »                   | 3:51   |
| 10. | « Ace Reject »                  | 4:16   |
| 11. | « Better » [UK Bonus]           | 3:45   |
| 12. | « 2 Hearts »                    | 4:55   |
| 13. | « Now You're Gone » (New Track) | 3:55   |